# Макс фон дер Грюн
Макс фон дер Грюн (на немски: Max von der Grün) е германски белетрист и публицист.

## Биография
Макс фон дер Грюн е роден в Байройт и израства в семейството на селски ратай. След като завършва училище, изучава търговско дело. Участва във Втората световна война и служи като десантчик във Вермахта. През 1944 г. попада в американски плен край Кемпер, Франция. Прекарва три години във военнопленнически лагери в Шотландия и САЩ (Луизиана, Тексас и Ню Мексико).
След освобождаването си се завръща в Западна Германия. Работи като строител, а после – от 1951 до 1963 – като миньор.
През 1961 г. става един от организаторите на дортмундското литературно сдружение „Група 61“.
От 1964 г. до смъртта си през 2005 г. Макс фон дер Грюн е член на ПЕН клуба на Федерална република Германия.

## Творчество
Опитът му като миньор става основа в поредицата от острокритически романи за живота на работниците в Западна Германия. Книгите на Макс фон дер Грюн опровергават мита за т.нар. „социално партньорство“ в индустриалните предприятия.
През 1963 г. Грюн публикува успешния си роман „Блуждаеща светлина и огън“ (Irrlicht und Feuer), който му донася голяма популярност и е преведен на повече от 20 езика.
Прозата на Макс фон дер Грюн се отличава с динамика на действието и достоверни психологически характеристики.

### Романи
- Männer in zweifacher Nacht, 1962
- Irrlicht und Feuer, 1963

Блуждаеща светлина и огън, изд.: Народна култура, София (1966), прев. Елена Николова
- Zwei Briefe an Pospischiel, 1968
- Stellenweise Glatteis, 1973

Поледица, изд.: Народна култура, София (1978), прев. Елисавета Кузманова
- Flächenbrand, 1979

Пожарище, изд.: Хр. г. Данов, Пловдив (1984), прев. Любомир Илиев
- Die Lawine, 1986

Лавината, изд.: Народна култура, София (1988), прев. Емилия Драганова
- Springflut, 1990

### Разкази
- Fahrtunterbrechung und andere Erzählungen, 1965
- Urlaub am Plattensee, 1970
- Am Tresen gehn die Lichter aus, 1972
- Stenogramm. Erzählungen, 1972
- Ein Tag wie jeder andere. Bericht, 1973
- Ein Tag wie jeder andere/Reisen in die Gegenwart/Nach Südiler und zurück, 1978
- Die Entscheidung. Erzählungen, 1979
- Etwas außerhalb der Legalität und andere Erzählungen, 1980
- Späte Liebe. Erzählung, 1982
- Waldläufer und Brückensteher. Erzählungen, 1987
- Fahrt in den Morgen. Erzählungen, 1994
- Die Saujagd und andere Vorstadtgeschichten, 1995

### Книги за деца и юноши
- Vorstadtkrokodile. Eine Geschichte vom Aufpassen, 1976

Крокодилите от предградието, изд.: Отечество, София (1987), прев. Мария Стайнова
- Friedrich und Friederike, 1983
- Die schöne Unbekannte. Storys, 1997

### Автобиографии
- Wenn der tote Rabe vom Baum fällt, 1975
- Wie war das eigentlich? Kindheit und Jugend im Dritten Reich, 1979[1]
- Klassengespräche. Aufsätze, Reden, Kommentare, 1981
- Das Revier. Eine Liebeserklärung, 1988
- Eine Jugend in Franken, 1990

### Други
- Feierabend. Dreh- und Tagebuch eines Fernsehfilms, 1968
- Flug über Zechen und Wälder. Nordrhein-Westfalen, Land der Gegensätze, 1970
- Menschen in Deutschland (BRD). 7 Porträts, 1973
- Leben im gelobten Land. Gastarbeiterporträts, 1975
- Unsere Fabrik (Fotoband), 1979
- Unterwegs in Deutschland, 1980
- Maloche. Leben im Revier, 1982
- Unser schönes Nordrhein-Westfalen. Von Menschen und Natur, von Kohle und Kultur, 1983

## Награди и отличия
- 1966: Goldenes Lorbeerblatt des Deutschen Fernsehfunks (DFF) für die Verfilmung von Irrlicht und Feuer
- 1973: „Нюрнбергска награда“
- 1978: Preis der Prager Fernsehzuschauer beim Fernsehfestival Prag für die Verfilmung von Vorstadtkrokodile
- 1979: Wilhelmine Lübke-Preis des Kuratoriums Deutsche Altershilfe für das Fernsehspiel Späte Liebe
- 1981: „Награда Анете фон Дросте-Хюлзхоф“
- 1985: „Награда Герит Енгелке“
- 1987: Ehrenring der Stadt Dortmund
- 1988: „Рурска литературна награда“
- 1991: Verdienstorden des Landes Nordrhein-Westfalen[2]
- 1998: Kogge-Literaturpreis der Stadt Minden